# Bassus mongolicus
Bassus mongolicus är en stekelart som först beskrevs av Vladimir Ivanovich Tobias 1972.  Bassus mongolicus ingår i släktet Bassus och familjen bracksteklar. Inga underarter finns listade.